# Álvaro Cunhal
Álvaro Cunhal (Sé Nova, 10 novembre 1913 – Lisbona, 12 giugno 2005) è stato un politico portoghese.

## Biografia
Nel 1934 divenne segretario dell'"Organizzazione Studentesca dei Giovani Comunisti Lusitani". Contrario alla dittatura di Antonio Salazar, fu arrestato per "attività antifascista" nel 1940, anno in cui si sarebbe dovuto laureare in legge. Riuscì comunque a ottenere la laurea con lode, seppur obbligato dalla polizia del Portogallo a essere scortato fin dentro l'Università.
Condannato successivamente a trent'anni di carcere per la sua attività comunista e filo-sovietica, visse parte della sua esistenza in clandestinità, dopo essere evaso dal carcere di "Forte de Peniche" nel 1960. Al momento dell'arresto, avvenuto nel 1949, un gruppo di intellettuali quali Jorge Amado e Pablo Neruda scrissero in suo onore il componimento La làmpara marina. In seguito, si trasferì in URSS.
Soggiornò a Mosca e a Parigi, tornando poi nel suo paese durante la Rivoluzione dei garofani che cacciò il dittatore Marcello Caetano e fece tornare la democrazia in Portogallo. A causa del suo carisma, nel 1961 venne nominato per acclamazione segretario del Partito Comunista Portoghese, che guiderà per più di trent'anni. Durante il periodo di transizione democratica che precedette le elezioni del 1976, fu nominato ministro (senza portafoglio) dell'azione governativa.
Contrario all'eurocomunismo di Enrico Berlinguer, egli resterà sempre un ardente marxista-leninista convinto, e non rinunciò mai alla sua ortodossia, che lo spinse a rifiutare la collaborazione con le forze della sinistra moderata, aderendo poi, nel 1979, alla coalizione di estrema sinistra APU, formata dal PCP, dal Movimento Democratico Portoghese e da altri gruppi di ispirazione stalinista e maoista.
Nel 1983 l'APU ottenne il 18,8% dei voti e 47 seggi al parlamento. Per il comunismo portoghese, questo sarà il miglior risultato della storia. Nel 1986 Cunhal si candidò come vicepresidente del comunista Francisco Salgado Zenha durante le elezioni presidenziali, in cui il duo otterrà il 20,6% dei voti. Nel 1987, dopo che nelle elezioni legislative aveva ottenuto il 12,2% delle preferenze e 31 seggi, Alvaro Cunhal decise di concludere l'alleanza con il Movimento Democratico Portoghese, giudicato troppo moderato, e di aderire al nuovo progetto "Coalizione dell'Unione Democratica", insieme a verdi e socialisti rivoluzionari.
La nuova formazione ottenne il suo maggior risultato durante le elezioni europee del 1989 (il 14,4% dei consensi e 595.000 voti circa). Dopo la clamorosa sconfitta alle politiche di due anni dopo (l'8,8% dei voti e 500.000 suffragi), Cunhal decise di dimettersi da segretario del partito e della coalizione, pur rimanendo presidente onorario dell'alleanza, che, pur tra mille difficoltà, continua a esistere ancor oggi.
Da quel momento fino alla morte egli, sotto lo pseudonimo di Manuel Tiago, scrisse numerosi saggi, libri ed articoli. Morì alle sei del mattino del 12 giugno 2005: il suo partito ne diede l'annuncio «con profondo dolore ed emozione».